# アズキ
| 項目                     | 分量(g) |
| ------------------------ | ------- |
| 脂肪                     | 2.2     |
| 飽和脂肪酸               | 0.27    |
| 14:0（ミリスチン酸）     | 0.001   |
| 16:0（パルミチン酸）     | 0.220   |
| 18:0（ステアリン酸）     | 0.024   |
| 一価不飽和脂肪酸         | 0.07    |
| 16:1（パルミトレイン酸） | 0.011   |
| 18:1（オレイン酸）       | 0.0     |
| 多価不飽和脂肪酸         | 0.55    |
| 18:2（リノール酸）       | 0.380   |
| 18:3（α-リノレン酸）     | 0.170   |

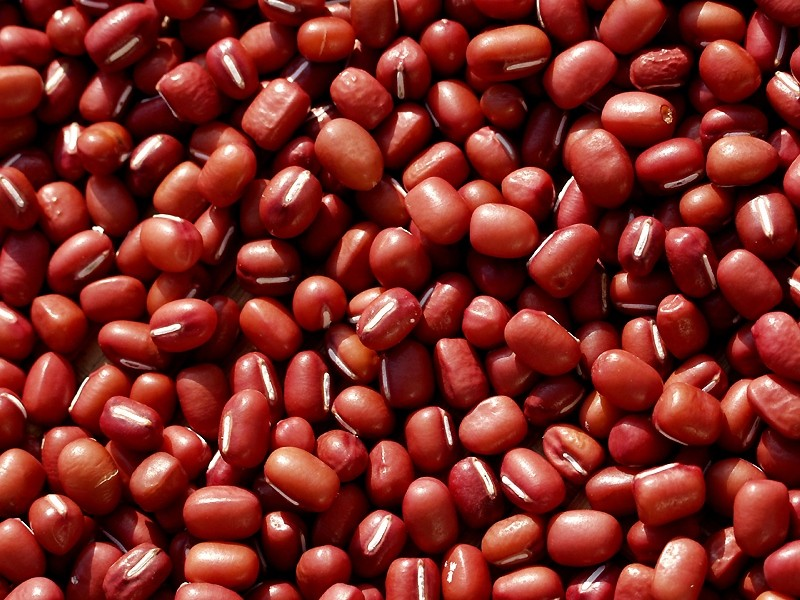
アズキの実

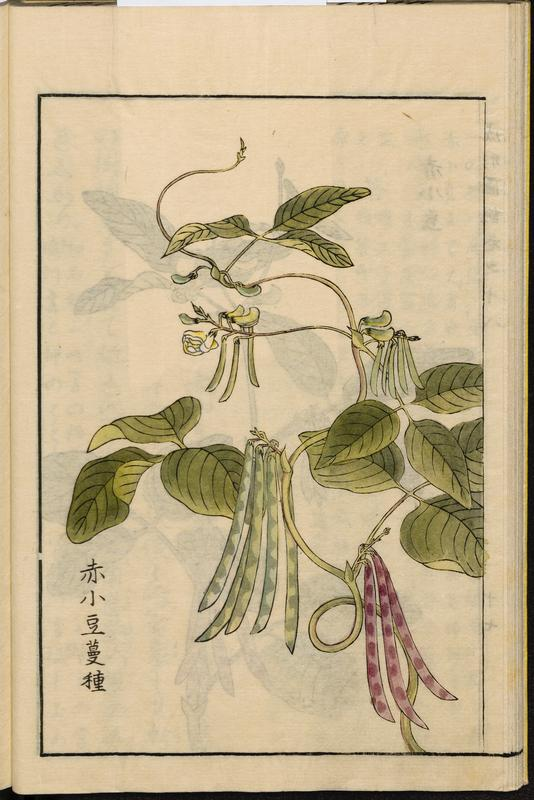
江戸時代の『成形図説』に載る小豆の絵

アズキ（小豆、荅、学名: Vigna angularis var. angularis または Vigna angularis）は、マメ科ササゲ属アズキ亜属に属する一年草。種子は豆の一種（広義の穀物）である。しょうずともいう。ヤブツルアズキ（東アジア原産）の栽培種である。

## 歴史
祖先の野生種であるヤブツルアズキ（V. angularis var. nipponensis）は日本からヒマラヤの照葉樹林帯に分布し、栽培種のアズキは極東のヤブツルアズキと同じ遺伝的特徴をもつ。近年の研究で、栽培化されたのは日本であると考えられている。

### 日本
日本では古くから栽培されており､縄文時代の遺跡からも発掘され､日本最古の書籍『古事記』にも登場する｡滋賀県の粟津湖底遺跡（紀元前4000年頃）や登呂遺跡（弥生時代、紀元1世紀頃）からも出土しており､古くから日本の様々な地域で栽培されていたと考えられている。
アズキは「小豆」と漢字が当てられるが、その読みはショウズであり、アズキは大和言葉（和名）であると考えられる。「アズキ」の名称の由来については、以下の各説がある。
- アは赤を意味し、ツキ・ズキが溶けることを意味し、他の豆より調理時間が短いことを意味していた。
- 地方用語でアズ・アヅとは崩れやすいという意味であり、そこから煮崩れしやすいアズキと名付けられた。
- 赤粒木（あかつぶき）からアズキとなった。

平安時代の『本草和名』（ホンゾウワミョウ）には「赤小豆」を阿加阿都岐（アカアツキ）と記述しているが、由来は記されていない。『古事記』には、殺されたオオゲツヒメの鼻から小豆が生じたとする。『万葉集』2580・2582・2899では「あづきなく」（不当に）の「あづき」に「小豆」の漢字をあてており、この語が奈良時代からあったことがわかる。

#### 遺伝学的解析によるアズキの起源の解析
農研機構と台湾大学の国際共同研究グループは、アジア各地の栽培アズキと野生種であるヤブツルアズキ計693系統のゲノム解析を行ったところ、核ゲノムの多様性は中国南部で最も高いことがわかった。一方、葉緑体ゲノムを調べたところ、全ての栽培アズキが日本の野生種であるヤブツルアズキと同一の型を示した。葉緑体は母親から子に受け継がれるため、この結果は栽培アズキが最初に栽培化された時の母親の系統が日本のヤブツルアズキであったことを強く示唆する。
また、中国南部の栽培アズキのゲノムと、日本の栽培アズキ、そして中国のヤブツルアズキのゲノムを比較したところ、中国南部の栽培アズキの核ゲノムの一部が、同地域のヤブツルアズキのゲノムに置き換わっていることが明らかになった。このことから、日本から中国南部に持ち込まれた栽培アズキに、現地の野生種であるヤブツルアズキの花粉が交雑し、中国南部の核ゲノムの多様性を産んだと可能性が考えられている。
また、同研究グループは、アズキの「種皮の色」を決定する遺伝子であるANR1に注目した。ANR1の変異型をもつアズキは種皮が赤色になるのだけでなく、種皮の透水性に影響を与え、自然界では生き残りに不利な特性を持つ一方で、発芽のしやすさや調理適性といった理由から、人為的な選抜の対象となった可能性が考えられている。多数のサンプルのゲノム情報から、この変異型ANR1遺伝子の頻度の変化を推定したところ、約1万世代前からANR1変異型が増加し始めたことが判明し、アズキの栽培化が日本において約1万年前には始まっていたことがわかった。

## 栽培、品種
日本における栽培面積の6割以上、生産量の4分の3を北海道が占める。北海道（特に十勝地方）のほか、丹波（現在の兵庫県北東部や京都府北部など）、備中（現在の岡山県西部）が、日本の三大産地である。低温に弱く、霜害を受けやすいため、霜の降りなくなった時期に播種される。
日本産の品種には以下のようなものがある。えりも小豆の開発によって、収穫量は大幅に増大した。
- 大納言 （大粒種） - 5.8ミリメートルの篩にかかり、小豆より大きく色が濃い品種は尾張国（現在の愛知県西部）名産だったことから、尾張大納言に因んでこの名称で呼ぶ[20]。また、煮たときに皮が破れにくく、いわゆる「腹切れ」が生じにくいため、切腹の習慣がないほど高位な官職であった大納言から名付けられたという説[21]や、豆の形が烏帽子に似ているからという説もある[22][23]。美方大納言小豆のほか、丹波、馬路、備中、あかね、ほくと、とよみ、ほまれ、など。
- 中納言 （普通小豆） - えりも、しゅまり、きたのおとめ、さほろ、など。
- 白小豆（）[注 1] - 主な産地は、備中、丹波、北海道（十勝など）。白小豆は栽培が難しい為、希少で高価。赤小豆とはまた違った独特のさっぱりした風味が特徴。特に備中白小豆（）は最高級とされる[25]。
- 黒小豆 - 東北地方（岩手県[26]）や沖縄などでは黒ささげを「黒小豆」と呼ぶ地域がある[27]。

## 利用

### 食用

#### 赤飯等
古くは赤米で炊いたご飯が赤飯であったが、現在は少量のアズキ入りのおこわまたはもち米の飯が、一部地域を除いて、最も一般的な赤飯となっている。ただし、小豆は水に浸して戻すための浸漬時間を長くするほど加熱中に割れる「胴切れ」が起きやすくなる。関東地方などでは「切腹に通じる」として武家では避けられ、赤飯に小豆ではなく皮が破れにくいササゲを用いる地域もある。
また、祝事の席で食す料理の一つに白米と小豆で作った小豆粥（あづきがゆ）がある。日本では1月15日（小正月）に邪気を払い、1年の健康を願って、小豆粥を食する風習が年中行事として残る。

#### 菓子類
和菓子や中華菓子の重要な原料の一つ。和菓子業界ではしょうずとも呼ぶ。餡（あん）にして、饅頭、最中、どら焼き、たい焼き、今川焼き、あんパンなどの中に入れる。牡丹餅の重要な材料でもあり、節句などの行事でも使用されている。
- 煮てから寒天などを加えて羊羹（ようかん）にする。
- 煮て小豆汁にし、餅などを入れて汁粉にする。
- 煮た餡状ものに餅を入れぜんざいにしたり、みつまめ（あんみつ）やかき氷にかけたり、アイスキャンディーの原料にも使用されたりする。

#### 郷土料理等
- 地域によってアズキと他のものを一緒に煮た「いとこ煮」「煮ごめ」という郷土料理が伝わっている。
- 味噌や醤油を作るのに大豆の代わりに用いる例もある。

#### 栄養価
種子は低脂質で炭水化物が多く、他の豆類同様に高蛋白で食物繊維が豊富であり、無機質やビタミンも多く含む。約20%はタンパク質で栄養価が高く、カリウムや亜鉛などのミネラルも豊富である。ビタミンB1が豊富であるが、餡等にすると激減する。
赤い品種の皮に含まれる紫色色素は、歴史的にアントシアニンであると信じられていたが、2019年にこの紫色色素としてシアニジンとカテキンが縮環した疎水性物質カテキノピラノシアニジン類が発見された。
- サポニンによる鎮咳作用やタンパク質、ミネラルの作用を利用した薬膳にも欠かせない素材の一つである。
- アズキのサポニンには、α-グルコシダーゼ阻害作用があり、血糖値を抑制する効果がある[33]（詳細は豆を参照のこと）。
- アズキのフラボノイド類やポリフェノールにはビタミンCや抗酸化剤であるBHAと同程度の抗酸化作用を示した[34]。抗酸化能や肝臓の保護作用も認められている[35]。アズキは最も抗酸化能が高い食品の一つである[36]。アズキは抗酸化能の指標である酸素ラジカル吸収能が最も高い食品の一つである[37][38]。
- 動物実験においてアズキ粉末には、血糖値上昇抑制作用[39]、体重増加抑制作用[40]、血清コレステロール濃度抑制作用[41]、血圧上昇抑制作用[42]が報告されている[43]。
- 界面活性作用があるサポニンには、抗菌作用、溶血作用、抗炎症作用、脂質代謝改善作用などが報告されている[44]。
- アズキ煮汁抽出物は、ヒト胃がん細胞にアポトーシスを誘導したが正常細胞には影響を与えなかった[44]。

### 食用以外の用途
- お手玉のなかの材料
- 楽器の材料
- 擬音の発生材料 - 竹籠と組み合わせて波の音を表したり、紙の上に落として大粒の雨の降る音を表したりする。
- 枕の詰め物
- 粥占い[45]の材料の一つとしてアズキが用いられ日本各地の神社に伝わる[46]。神前で小豆粥を炊き、その煮え具合で吉凶を判断する[47]。

## 逸話など
- 以前はインゲンマメ属（Phaseolus）やアズキ属（Azukia）に分類されていたことがあった[48]。
- アズキは商品先物取引の対象になっている。生産が天候に左右されやすく、年によって価格が乱高下するほか、投機の対象としても国内外の資金が大量に流入することによる暴騰暴落が、古くより幾度も繰り返されてきた（近代まで、栽培供給元が日本国内に限定されていたという事情もある）。他品目との比較でもハイリスクハイリターンという一面があり、かつては「素人は小豆と生糸には手を出すな」という言葉もあった。また梶山季之は小豆市場を題材とした小説『赤いダイヤ』を著した。ただ、現状では商品先物取引においてアズキの取引高は、他の上場商品と比べて少なくなっており、生産技術の向上もあって、こうした現象は過去のものとなっている。ちなみに、商品先物取引においては、小豆は「アズキ」より「ショウズ」という言い方が一般的である。
- 第一次世界大戦戦中戦後、エンドウ、インゲンの産地である中欧方面が戦火で荒廃し、代用として、ヨーロッパへ日本から大量に輸出されたが、餡に加工せず食用されたため「渋く苦い食べ物」という印象をヨーロッパ人に植え付けた。
- 朝鮮でもアズキは食用であるが、伝統的には雑穀粥のような食べ方であり、餡や羊羹のような甘く煮詰めた食べ方は併合期以降に広まったものである。
- 地方によっては小豆洗いという妖怪が民話に登場する。この他、『遠野物語』の記述では、体中に小豆をまとった得体の知れぬもの（未確認生物）が物見山中に現れ、南部藩の侍が鉄砲を撃つも玉が当たらず、逃げられ、この件から「小豆平」という地名になったという由来がある。
- 井村屋製菓では、毎月1日を「あずきの日」と定めている。

## 博物館施設
- あずきミュージアム - 姫路市にある博物館。